# 데이비드 머독

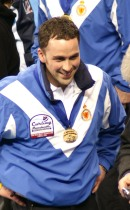
데이비드 머독

데이비드 머독(영어: David Murdoch, 1978년 4월 17일 ~ )은 스코틀랜드의 컬링 선수이다.